# Bataille d'El Fasher (2023)
Pour les articles homonymes, voir Bataille d'El Fasher.
Conflit soudanais de 2023
La bataille d'El Fasher est une bataille en cours pour le contrôle de la ville d'El Fasher au Darfour du Nord lors du conflit soudanais de 2023. La première bataille pour la ville a eu lieu entre le 15 et le 20 avril et abouti à un cessez-le-feu qui s'est tenu jusqu'au 12 mai.

## Contexte

### Guerre au Darfour
En 2003, des mouvements rebelles dans le sud du Soudan, le Mouvement pour la justice et l'égalité (JEM) à prédominance non arabe et le Mouvement populaire de libération du Soudan (SPLM), ont lancé des attaques contre des bases de l'armée soudanaise et leurs alliés, la milice à prédominance arabe Janjawid. Le JEM et le SPLM ont lancé les attaques contre le dictateur Omar el-Bechir, qui a rapidement déclaré la guerre aux milices. Depuis 2003, la guerre cause des centaines de milliers de morts et de nombreux déplacés.
Pendant une grande partie de la guerre au Darfour, El Fasher a été contrôlé par l'armée soudanaise et les Janjawid, bien que les rebelles aient occupé des positions dans le lointain Djebel Marra. La ville a souvent été un lieu de négociations, des réunions ayant eu lieu en 2010 et le Document de Doha pour la paix au Darfour y ayant été signé en 2013,. Malgré cela, des combats ont encore lieu occasionnellement dans la ville, entre rebelles, MINUAD, l'armée soudanaise et les Janjawid.
La guerre au Darfour a pris fin après que la révolution soudanaise a évincé el-Bechir en 2020 et que les parties belligérantes ont signé l'accord de paix de Djouba (en). Cependant, les affrontements se sont poursuivis sporadiquement, et les pillages, les raids et les batailles résultant de conflits de propriété ou ethniques se sont poursuivis en août 2021. Lors de ces attaques, des dizaines de personnes ont été tuées, et les forces de sécurité du Darfour du Nord et l'armée soudanaise ont souvent été incapables de stabiliser la situation. En décembre 2021, des pillages et des violences se sont produits autour de l'ancienne base des Nations unies dans la ville, qui était utilisée de manière logistique par la MINUAD.
En mars 2023, les affrontements tribaux se sont poursuivis, avec quatre personnes tuées en raison de luttes intestines dans la tribu Bani Hussein.

### Tensions politiques et début du conflit
À la suite de la révolution soudanaise, Nimir Mohammed Abdelrahman a été nommé gouverneur et Mohammed Hassan Arabi a été démis de ses fonctions. À Khartoum, la capitale soudanaise, de nombreux Janjawid se sont enrôlés dans les Forces de soutien rapide (FSR) dirigées par Hemedti, un groupe paramilitaire affilié à l'armée soudanaise (FAS) fondé en 2013. Le chef de l'administration civile Abdallah Hamdok a été renversé en 2021 par Abdel Fattah al-Burhan, le chef militaire de la transition, avec l'aide des FSR. Cependant, au début de 2023, les tensions ont augmenté entre Hemedti et Burhan au sujet de l'intégration des FSR dans l'armée soudanaise, car l'intégration réduirait considérablement l'indépendance et l'efficacité des FSR. Ces tensions ont atteint leur paroxysme le 15 avril, lorsque des soldats des FSR ont attaqué les positions des FAS à Khartoum et Merowe.

## Bataille

### Première bataille (15-20 avril)
Des affrontements ont éclaté à El Fasher le 15 avril, comme dans de nombreuses autres villes du Soudan. Les FSR ont affirmé avoir capturé l'aéroport d'El Fasher et plusieurs sites militaires de la ville le 16 avril, mais cela était invérifiable à l'époque. 27 personnes ont été blessées dans les premières batailles selon les médias d'État chinois, et il y a eu des rapports de victimes. Le 17 avril, les hôpitaux de la ville recevaient un trop plein de patients et la plupart des victimes étaient transférées à l'hôpital de la police. Des attaques meurtrières ont également eu lieu dans le quartier d'El Jama. Dans le camp de réfugiés d'Abu Shouk et à El Fasher, onze personnes ont été tuées et quatre-vingt-dix ont été blessées. En réponse, le gouverneur Abdelrahman a annoncé la création d'un comité funéraire pour apaiser les affrontements. L'électricité a été coupée dans la ville, et le marché principal et le marché aux bestiaux ont été détruits. L'aéroport a également été fermé. Des civils à El Fasher ont rapporté que les forces des FSR contrôlaient le camp de réfugiés d'El Manhal et le quartier d'el-Ghaba, tandis que les FAS contrôlaient le quartier général du commandement général et les quartiers autour d'El Manhal et d'El Ghaba.
Des rapports ont fait surface le 18 avril faisant état de trente et un citoyens indiens bloqués à El Fasher, incitant le gouvernement indien à lancer l'opération Kaveri (en). Médecins sans frontières a rapporté que 136 personnes blessées ont été amenées dans leurs installations à El Fasher, bien qu'il devienne de plus en plus difficile de les soigner. L'organisation a également affirmé que de nombreux blessés étaient des civils touchés par des balles perdues. Certains civils de la région, s'adressant à Al Jazeera, ont affirmé que si les forces des FAS et des FSR avaient subi des pertes, les FSR en avaient subi davantage. Le témoin a également déclaré que des dizaines de corps se trouvaient dans les rues, incapables d'être ramassés. Un citoyen indien a été tué par une balle perdue. MSF a également affirmé qu'au 21 avril, plus de 44 personnes avaient été tuées et 279 blessées. Le Syndicat des médecins soudanais a rapporté neuf tués et 36 blessés dans la ville dans leurs hôpitaux. MSF et le Syndicat des médecins soudanais ont affirmé qu'il n'y avait pas assez de fournitures pour trois semaines.
Plusieurs hôpitaux ont été pillés dans la ville, dont l'hôpital pédiatrique. Le camp de réfugiés d'Abu Shouk, qui abrite plus de 100 000 personnes déplacées, a été incendié fin avril, ainsi que le marché principal d'El Fasher. Les images satellites ont également révélé des chars et des forces inconnues résidant dans des zones résidentielles.

### Cessez-le-feu en vigueur (20 avril-12 mai)
Le 20 avril, les commandants des FSR et des FAS à El Fasher ont convenu d'un cessez-le-feu de trois jours, négocié par le Comité civil des bons offices. Dans le cessez-le-feu, les FAS tiendraient des positions à l'ouest de la ville et les FSR tiendraient ceux à l'est, pendant que le centre d'El Fasher deviendrait démilitarisé, seulement patrouillé par la police. Les quartiers et les sièges des organisations internationales seraient confiés à des mouvements rebelles tels que les restes du JEM et de l'ALS, tous deux signataires de l'Accord de paix de Djouba. La trêve a été prolongée pour une durée indéterminée le 23 avril.
La journée du 24 avril a été calme, à l'exception de quelques petits affrontements dans le nord de la ville. Cependant, tandis que la vie civile pouvait retourner à la normale, les prix et l'inflation montaient en flèche et les marchandises étaient toujours rares. Le marché d'Um Defsoa, l'un des principaux marchés de la ville, est revenu à la normale, bien que le marché de Jebel Marra et les marchés de Kutum aient tous deux été trop brûlés pour fonctionner. Le lendemain, les prisonniers de la prison de Shala ont été libérés, à l'exception de ceux condamnés à mort, par une milice arabe. Certains vols ont eu lieu le 24 avril, tuant quatre personnes au total. Le ministère de la Santé du Darfour du Nord a publié une déclaration le 28 avril indiquant que 62 civils avaient été tués, dont 13 enfants, et que plus de 282 autres avaient été blessés à la suite des affrontements.
Alors que l'hôpital du centre Abdelsalam a pu rouvrir pendant la trêve, l'hôpital du sud était toujours dans une situation désastreuse. Tous les hôpitaux ont alors pu rouvrir dans les jours suivants. Avant le 4 mai, l'Opération Kaveri avait fini avec succès et le gouvernement indien a extrait tous les ressortissants indiens de la ville. Minni Minnawi, gouverneur du Darfour-Occidental, a ramené ses troupes à El Fasher le 9 mai après l'échec des négociations à Khartoum.

### Reprise des affrontements (depuis le 12 mai)
Le 12 mai, le cessez-le-feu s'est effondré et les affrontements ont repris à El Fasher. Les FSR ont pris le contrôle de plusieurs quartiers et, dans le centre de la ville, les pillages et les exécutions extrajudiciaires sont devenus monnaie courante alors que l'argent manquait et que les banques fermaient. Cependant, le 14 mai, des groupes et des signataires de l'Accord de Djouba, ainsi que les cinq gouverneurs des États du Darfour, ont créé une "Force conjointe au Darfour (en)" déployant des troupes dans la ville pour tenir la trêve. La bataille a empêché l'aide d'atteindre les civils. 

### 2024
En mai et juin 2024, les Nations unies repèrent par photographies satellites près de 18 000 habitations détruites dans la ville, avec près de 200 morts et plusieurs infrastructures importantes endommagées.
Le 13 juin, par la résolution 2736 (en), le Conseil de sécurité des Nations unies demandent la levée du siège de la ville,.
Le 14 juin, Ali Yaqoub Gibril (en), le commandant des FSR au Darfour-Central, qui conduit personnellement le siège d'El Fasher, est tué lors d'un assaut contre les quartiers généraux de la 6e division des forces armées soudanaises dans la ville. 
Le 3 juillet, les FSR bombardent un marché, tuant 15 civils et en blessant 29 autres,.  
Du 27 au 29 juillet, plus de 65 civils (43 enfants, 13 femmes et 9 hommes) sont tués dans des bombardements des FSR contre « les hôpitaux, les logements, les mosquées et les marchés ». 
Le 1er août, un rapport appuyé par l'ONU indique que le camp de déplacés de Zamzam, à 15 km au sud d'El Fasher, est « confronté à la famine ». 
Le 3 août, 23 civils sont tués et 60 autres blessés dans un « bombardement intentionnel des FSR », selon le groupe La Coordination des comités de résistance d'El-Facher.  
Le 4 août, l'aviation soudanaise pilonne le camp de Zamzam « avec des avions de chasse », blessant quatre enfants et détruisant 20 maisons. 
Le 27 août, un communiqué du comité local de résistance d'el-Facher, un groupe prodémocratie, indique que des « tirs délibérés des paramilitaires » des FSR « sur le marché et la place » du « camp de déplacés d'Abou Chouk », au nord d'El Fasher, ont fait « moins 20 morts et 32 blessés ». 
Le 18 septembre, la sous-secrétaire générale de l'ONU pour l'Afrique, Martha Pobee, et la cheffe par intérim du bureau humanitaire de l'ONU, Joyce Msuya, s'inquiètent respectivement « des risques de violence de masse » et de la « menace imminente », auxquels sont confrontés les milliers de civils coincés à El Fasher.  
Le 24 septembre, le président de la Commission de l'Union africaine, Moussa Faki, « appelle à une cessation immédiate des combats à l'intérieur et à l'extérieur d'El-Facher ». 
Le 26 septembre, le chef des droits humains à l'ONU, Volker Türk, s'inquiète du « risque élevé de violations et de violences ethniquement ciblées, y compris des exécutions sommaires et des violences sexuelles » si la ville tombe aux mains des FSR et de leurs alliés.  
Le 27 septembre, les FSR bombardent un marché, tuant 18 personnes.  
Le 28 septembre, des nouvelles frappes d'artillerie des FSR tuent 30 personnes et en blessent des dizaines d'autres.